# Sóskút
Sóskút is een plaats (község) en gemeente in het Hongaarse comitaat Pest. Sóskút telt 2975 inwoners (2001).